# 纳加芒格阿拉
纳加芒格阿拉（Nagamangala），是印度卡纳塔克邦Mandya县的一个城镇。该地2001年总人口16050人，其中男性8206人，女性7844人；0—6岁人口1866人，其中男973人，女893人；识字率70.75%，其中男性为74.40%，女性为66.93%。